# Tobyn Horton
Pour les articles homonymes, voir Horton.
Tobyn Horton, né le 7 octobre 1986 sur l'île de Guernesey, est un coureur cycliste britannique. 

## Biographie
Il met un terme à sa carrière cycliste à l'issue de la saison 2019.

## Palmarès et résultats

### Palmarès par année
- 2007
  -  Médaillé d'or du critérium aux Jeux des Îles
- 2011
  -  Médaillé d'or du critérium aux Jeux des Îles
- 2012
  - Stockton Festival of Cycling
- 2013
  -  Médaillé d'or de la course en ligne aux Jeux des Îles
  -  Médaillé d'or du critérium aux Jeux des Îles
  - 2e de l'Otley Grand Prix
- 2014
  - 3e du Sheffield Grand Prix
- 2016
  - 3e du Sheffield Grand Prix
- 2017
  - 3e du Barnsley Grand Prix
- 2018
  - 3e du Sheffield Grand Prix
  - 3e du Barnsley Grand Prix

### Classements mondiaux
| Année            | 2008   | 2009 | 2010 | 2011   | 2012   | 2013 | 2014 | 2015 | 2016 | 2017 | 2018   |
| ---------------- | ------ | ---- | ---- | ------ | ------ | ---- | ---- | ---- | ---- | ---- | ------ |
| UCI Europe Tour  | 1 217e |      | 792e | 1 087e | 1 114e |      | 676e | 829e | 709e |      | 1 867e |
| UCI America Tour |        |      |      |        | 299e   |      |      |      |      |      |        |